# 2011-es síkvízi kajak-kenu Európa-bajnokság
A 2011-es síkvízi kajak-kenu Európa-bajnokságot a szerbiai Belgrádban rendezték 2011. június 17-e és június 19-e között.

## Részt vevő nemzetek
| - Ausztria - Azerbajdzsán - Belgium - Bosznia-Hercegovina - Bulgária - Ciprus - Csehország - Dánia - Egyesült Királyság - Fehéroroszország - Finnország - Franciaország - Görögország | - Hollandia - Horvátország - Írország - Izrael - Lengyelország - Lettország - Litvánia - Észak-Macedónia - Magyarország - Moldova - Montenegró - Németország - Norvégia | - Olaszország - Oroszország - Portugália - Románia - Spanyolország - Svájc - Svédország - Szerbia - Szlovákia - Szlovénia - Törökország - Ukrajna |

## A magyar csapat
A 2011-es Eb-keret tagjai:
| férfiak  | férfiak                                                   |
| -------- | --------------------------------------------------------- |
| K-1 200  | Molnár Péter                                              |
| K-2 200  | Sík Márton Beé István                                     |
| K-1 500  | Kugler Attila                                             |
| K-2 500  | Tóth Dávid Kulifai Tamás                                  |
| K-1 1000 | Dombovári Bence                                           |
| K-2 1000 | Dombi Rudolf Kökény Roland                                |
| K-4 1000 | Boros Gergely Kammerer Zoltán Vereckei Ákos Kucsera Gábor |
| K-1 5000 | Pauman Dániel                                             |
| C-1 200  | Bozsik Attila                                             |
| C-2 200  | Horváth Gábor Bozsik Attila                               |
| C-1 500  | Korisánszky Péter                                         |
| C-2 500  | Németh Szabolcs Vasbányai Henrik                          |
| C-1 1000 | Vajda Attila                                              |
| C-2 1000 | Nagy Péter Széles Gábor                                   |
| C-4 1000 | Mike Róbert Sáfrán Mihály Sáfrán Mátyás Tóth Márton       |
| C-1 5000 | Varga Dávid                                               |

| nők      | nők                                                    |
| -------- | ------------------------------------------------------ |
| K-1 200  | Kozák Danuta                                           |
| K-2 200  | Kovács Katalin Kozák Danuta                            |
| K-1 500  | Kozák Danuta                                           |
| K-2 500  | Kovács Katalin Csipes Tamara                           |
| K-4 500  | Szabó Gabriella Kozák Danuta Kárász Anna Benedek Dalma |
| K-1 1000 | Kovács Katalin                                         |
| K-2 1000 | Csipes Tamara Szabó Gabriella                          |
| K-1 5000 | Folláth Vivien                                         |
| C-1 200  | Takács Kincső                                          |
| C-2 500  | Obermayer Dorina Takács Kincső                         |

## Eredmények

### Férfiak

#### Kajak
| Versenyszám | Arany                                                                          | Arany     | Ezüst                                                                   | Ezüst     | Bronz                                                                  | Bronz     |
| ----------- | ------------------------------------------------------------------------------ | --------- | ----------------------------------------------------------------------- | --------- | ---------------------------------------------------------------------- | --------- |
| K-1 200 m   | Piotr Siemionowski · Lengyelország                                             | 35,418    | Molnár Péter · Magyarország                                             | 35,460    | Edward McKeever · Egyesült Királyság                                   | 35,538    |
| K-1 500 m   | Jurij Posztrigaj · Oroszország                                                 | 1:39,418  | Anders Gustafsson · Svédország                                          | 1:39,532  | Kasper Bleibach · Dánia                                                | 1:39,550  |
| K-1 1000 m  | Max Hoff · Németország                                                         | :22,485   | Aleh Jurenyija · Fehéroroszország                                       | 3:25,029  | Fernando Pimenta · Portugália                                          | 3:25,881  |
| K-1 5000 m  | Aleh Jurenyija · Fehéroroszország                                              | 20:45,612 | Eirik Verås Larsen · Norvégia                                           | 20:45,966 | René Holten Poulsen · Dánia                                            | 21:04,908 |
| K-2 200 m   | Egyesült Királyság · Liam Heath · Jonathan Schofield                           | 32,487    | Fehéroroszország · Raman Pjatrusenka · Vadzim Mahnyev                   | 32,775    | Svédország · Anders Svensson · Christian Svanqvist                     | 32,793    |
| K-2 500 m   | Fehéroroszország · Raman Pjatrusenka · Vadzim Mahnyev                          | 1:30,355  | Szlovákia · Vlček Erik · Peter Gelle                                    | 1:30,601  | Portugália · Emanuel Silva · João Ribeiro                              | 1:30,739  |
| K-2 1000 m  | Németország · Andreas Ihle · Martin Hollstein                                  | 3:07,095  | Oroszország · Vitalij Jurcsenko · Vaszilij Pogreban                     | 3:07,827  | HUN · Kökény Roland · Dombi Rudolf                                     | 3:08,205  |
| K-4 1000 m  | Portugália · Fernando Pimenta · João Ribeiro · Emanuel Silva · David Fernandes | 2:49,618  | Németország · Max Hoff · Marcus Gross · Norman Bröckl · Robert Gleinert | 2:49,960  | Románia · Ionel Gavrila · Ştefan Vasile · Toni Ioneticu · Traian Neagu | 2:50,056  |

#### Kenu
| Versenyszám | Arany                                                                    | Arany     | Ezüst | Ezüst     | Bronz                                                                                         | Bronz     |
| ----------- | ------------------------------------------------------------------------ | --------- | --- | --------- | --------------------------------------------------------------------------------------------- | --------- |
| C-1 200 m   | Valentin Demyanenko · Azerbajdzsán                                       | 39,855    | Alfonso López De Ayala · Spanyolország                                                                       | 40,047    | Jurij Cseban · Ukrajna                                                                        | 40,161    |
| C-1 500 m   | Valentin Demyanenko · Azerbajdzsán                                       | 1:50,681  | Paweł Baraszkiewicz · Lengyelország                                                                          | 1:50,693  | Djanisz Harazsa · Fehéroroszország                                                            | 1:50,939  |
| C-1 1000 m  | Sebastian Brendel · Németország                                          | 3:47,155  | Josif Chirila · Románia                                                                                      | 3:49,645  | José Luis Bouza · Spanyolország                                                               | 3:50,065  |
| C-1 5000 m  | Sebastian Brendel · Németország                                          | 24:07,383 | José Luis Bouza · Spanyolország                                                                              | 24:15,819 | Lukáš Koranda · Csehország                                                                    | 24:28,725 |
| C-2 200 m   | Litvánia · Raimundas Labuckas · Tomas Gadeikis                           | 37,416    | Fehéroroszország · Aljakszandr Vaucseckij · Dmitrij Rjabcsanka                                               | 37,866    | Magyarország · Bozsik Attila · Horváth Gábor                                                  | 37,914    |
| C-2 500 m   | Románia · Liviu-Alexandru Dumitrescu-Lazăr · Victor Mihalachi            | 1:41,641  | Azerbajdzsán · Szergij Bezuglij · Makszim Prokopenko                                                         | 1:41,689  | Lengyelország · Roman Rynkiewicz · Mariusz Kruk                                               | 1:41,959  |
| C-2 1000 m  | Oroszország · Alekszej Korovaskov · Ilja Pervukin                        | 3:28,584  | Fehéroroszország · Andrej Bagdanovics · Alekszandr Bagdanovics                                               | 3:28,614  | Románia · Victor Mihalachi · Liviu-Alexandru Dumitrescu-Lazăr                                 | 3:28,818  |
| C-4 1000 m  | Magyarország · Tóth Márton · Sáfran Mátyás · Sáfrán Mihály · Mike Róbert | 3:16,042  | Fehéroroszország · Andrej Bagdanovics · Dmitrij Rjabcsanka · Alekszandr Bagdanovics · Aljakszandr Vaucseckij | 3:16,270  | Oroszország · Ivan Kuznyecov · Raszul Ismuhamedov · Kirill Shamshurin · Vlagyimir Csernyiskov | 3:16,528  |

### Nők

#### Kajak
| Versenyszám | Arany                                                                                 | Arany     | Ezüst                                                                       | Ezüst     | Bronz                                                                            | Bronz     |
| ----------- | ------------------------------------------------------------------------------------- | --------- | --------------------------------------------------------------------------- | --------- | -------------------------------------------------------------------------------- | --------- |
| K-1 200 m   | Natalja Lobova · Oroszország                                                          | 40,120    | Maria Teresa Portela · Spanyolország                                        | 40,282    | Teresa Portela · Portugália                                                      | 40,300    |
| K-1 500 m   | Kozák Danuta · Magyarország                                                           | 1:51,552  | Inna Oszipenko-Radomszka · Ukrajna                                          | 1:53,154  | Ewelina Wojnarowska · Lengyelország                                              | 1:54,204  |
| K-1 1000 m  | Kovács Katalin · Magyarország                                                         | 3:55,232  | Antonija Nadj · Szerbia                                                     | 3:57,716  | Edyta Dzieniszewska · Lengyelország                                              | 4:02,732  |
| K-1 5000 m  | Marina Paltaran · Fehéroroszország                                                    | 23:12,661 | Lani Belcher · Egyesült Királyság                                           | 23:21,415 | Ludmila Galusko · Ukrajna                                                        | 23:28,315 |
| K-2 200 m   | Magyarország · Kozák Danuta · Kovács Katalin                                          | 37,820    | Németország · Tina Dietze · Franziska Weber                                 | 38,036    | Fehéroroszország · Marina Paltaran · Volha Kudzenka                              | 38,300    |
| K-2 500 m   | Magyarország · Csipes Tamara · Kovács Katalin                                         | 1:40,207  | Lengyelország · Aneta Konieczna · Beata Mikołajczyk                         | 01:40,339 | Oroszország · Juliana Szalahova · Anasztaszija Szergejeva                        | 01:41,671 |
| K-2 1000 m  | Magyarország · Csipes Tamara · Szabó Gabriella                                        | 3:31,741  | Németország · Franziska Weber · Tina Dietze                                 | 3:32,629  | Oroszország · Anasztaszija Szergejeva · Juliana Szalahova                        | 3:34,927  |
| K-4 500 m   | Fehéroroszország · Irina Pamjalova · Nadzeja Papok · Volha Hudzenka · Marina Paltaran | 1:33,088  | Magyarország · Benedek Dalma · Kozák Danuta · Kárász Anna · Szabó Gabriella | 1:34,006  | Németország · Tina Dietze · Carolin Leonhardt · Silke Hoermann · Franziska Weber | 1:34,834  |

#### Kenu
| Versenyszám | Arany                                                             | Arany    | Ezüst                                           | Ezüst    | Bronz                                            | Bronz    |
| ----------- | ----------------------------------------------------------------- | -------- | ----------------------------------------------- | -------- | ------------------------------------------------ | -------- |
| C-1 200 m   | Marija Kazakova · Oroszország                                     | 50,455   | Lydia Weber · Németország                       | 52,999   | Katarina Heraszimenka · Fehéroroszország         | 53,275   |
| C-2 500 m   | Fehéroroszország · Katszjarina Heraszimenka · Szvjatlana Tulupava | 2:14,554 | Magyarország · Takács Kincső · Obermayer Dorina | 2:14,554 | Oroszország · Vetra Bardak · Anasztaszija Ganina | 2:14,554 |

## Összesített éremtáblázat
| #        | Nemzet             | Arany | Ezüst | Bronz | Összesen |
| -------- | ------------------ | ----- | ----- | ----- | -------- |
| 1.       | Magyarország       | 6     | 3     | 2     | 11       |
| 2.       | Fehéroroszország   | 5     | 5     | 3     | 13       |
| 3.       | Németország        | 4     | 4     | 1     | 9        |
| 4.       | Oroszország        | 4     | 1     | 4     | 9        |
| 5.       | Azerbajdzsán       | 2     | 1     | 0     | 3        |
| 6.       | Lengyelország      | 1     | 2     | 3     | 6        |
| 7.       | Románia            | 1     | 1     | 2     | 4        |
| 8.       | Egyesült Királyság | 1     | 1     | 1     | 3        |
| 9.       | Portugália         | 1     | 0     | 3     | 4        |
| 10.      | Litvánia           | 1     | 0     | 0     | 1        |
| 11.      | Spanyolország      | 0     | 3     | 1     | 4        |
| 12.      | Ukrajna            | 0     | 1     | 2     | 3        |
| 13.      | Svédország         | 0     | 1     | 1     | 2        |
| 14.      | Norvégia           | 0     | 1     | 0     | 1        |
| 14.      | Szerbia            | 0     | 1     | 0     | 1        |
| 14.      | Szlovákia          | 0     | 1     | 0     | 1        |
| 17.      | Dánia              | 0     | 0     | 2     | 2        |
| 18.      | Csehország         | 0     | 0     | 1     | 1        |
| Összesen | Összesen           | 26    | 26    | 26    | 78       |